# Beloniscops latus
Beloniscops latus is een hooiwagen uit de familie Beloniscidae.  De wetenschappelijke naam van Beloniscops lata Gaat terug op Rower, 1949, maar met een verkeerde geslacht van de soortnaam. Deze fout werd later herhaald in sommige online bronnen (bijv. ), maar de juiste mannelijke formatie is Beloniscops latus Roewer, 1949.